# جامعة ولاية ترومان

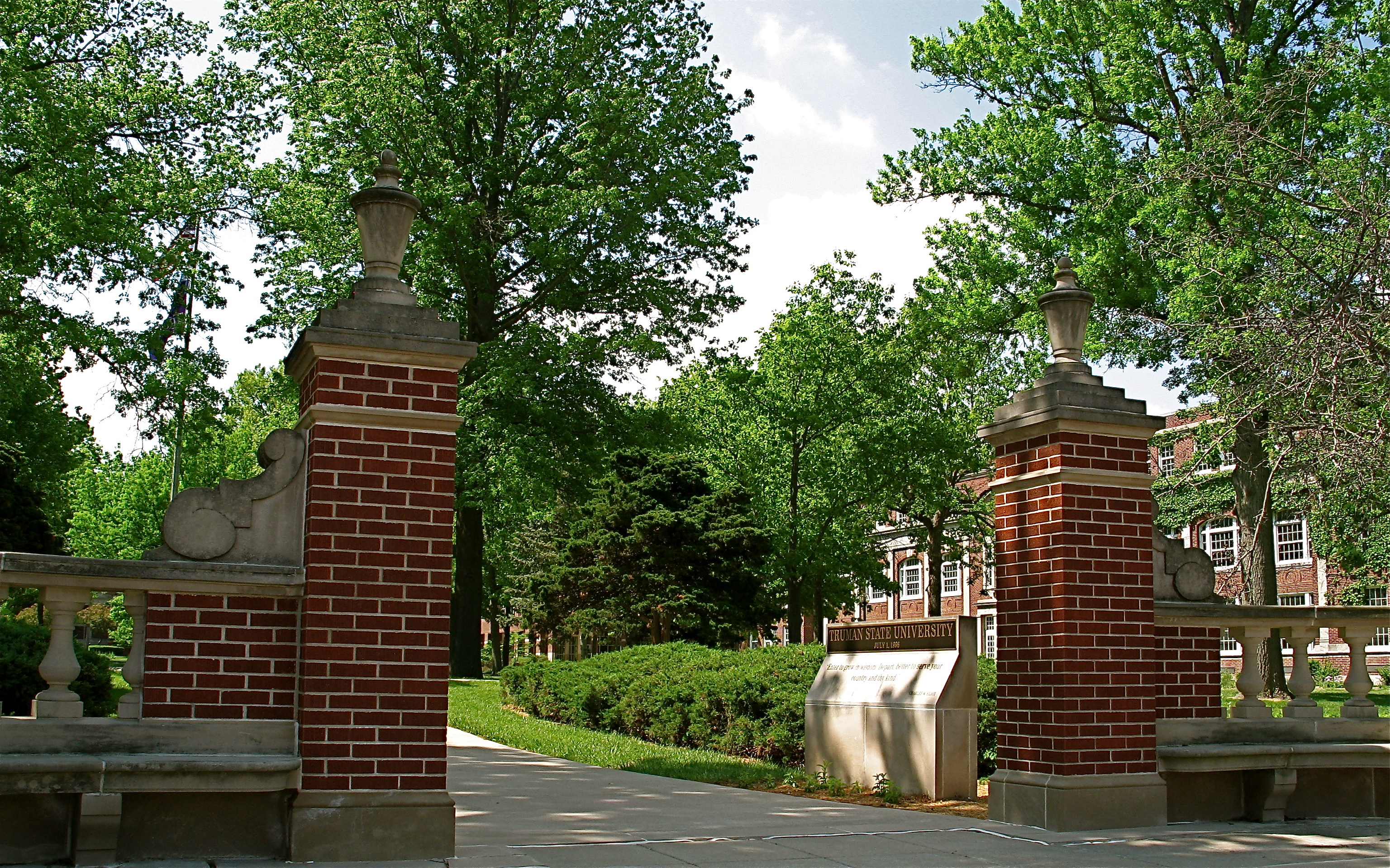
المدخل الشمالي للجامعة

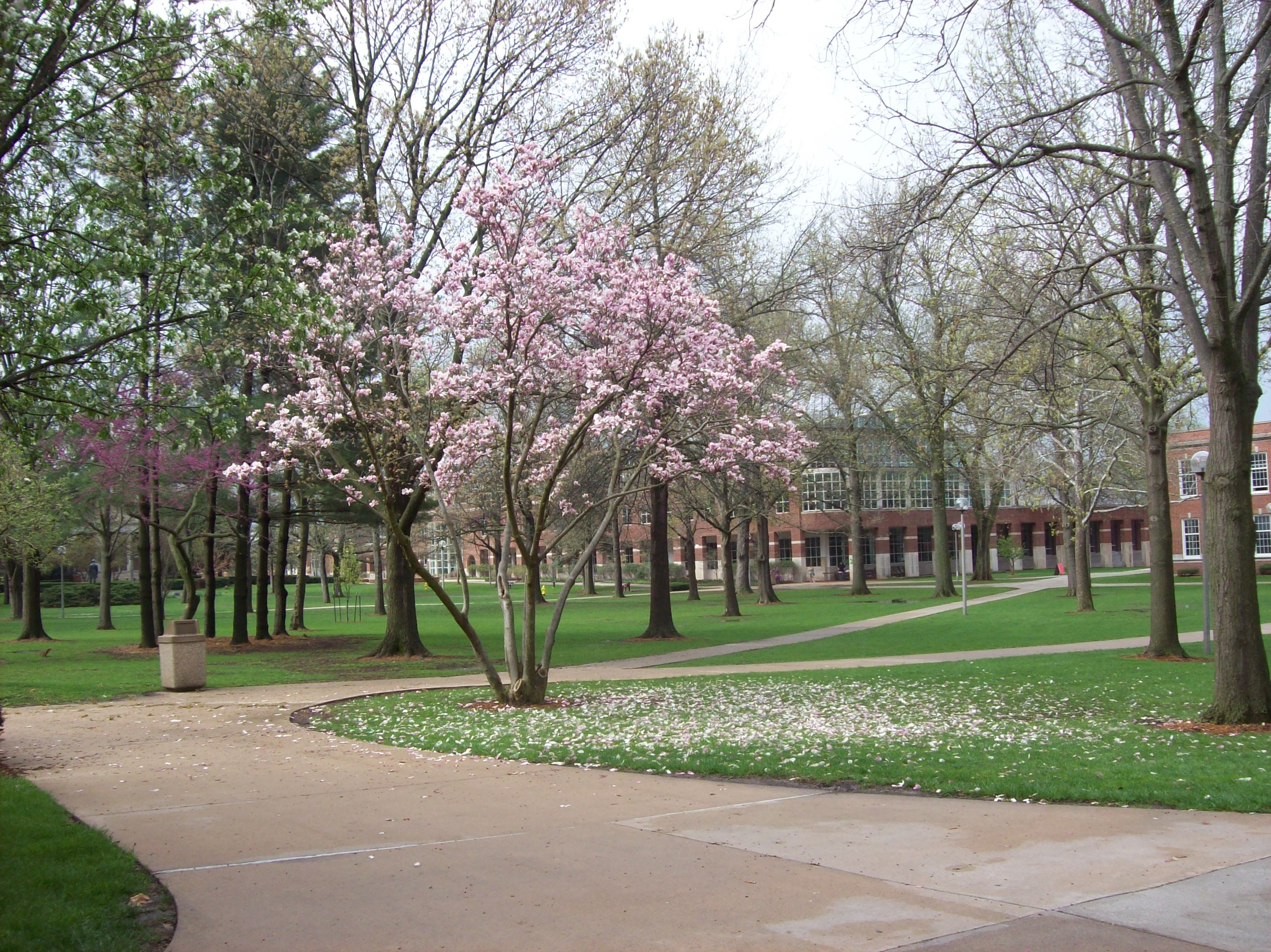
منطقة ذي كواد في فصل الربيع

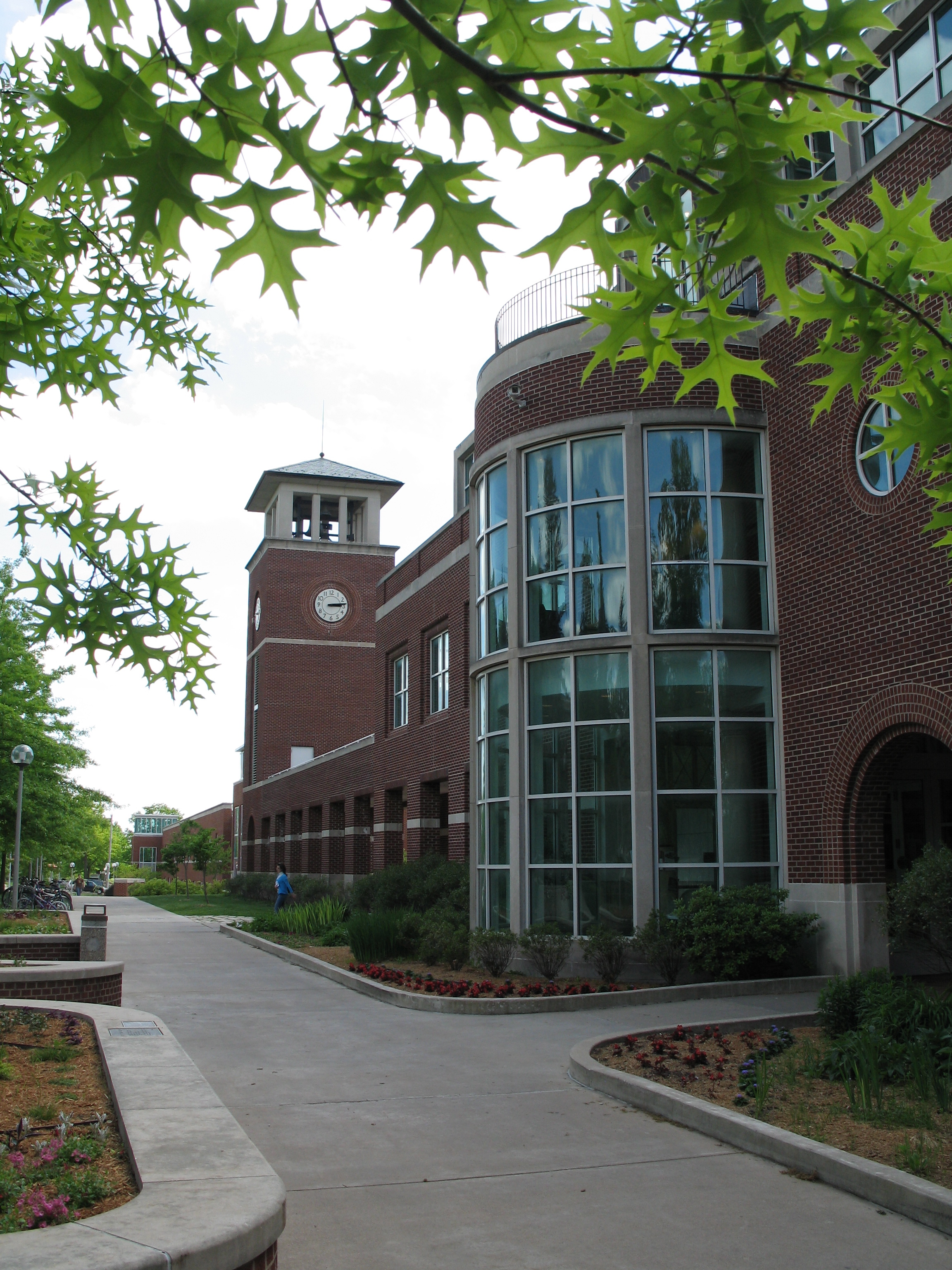
"الفقاعة" مكتبة بيكلر التذكارية

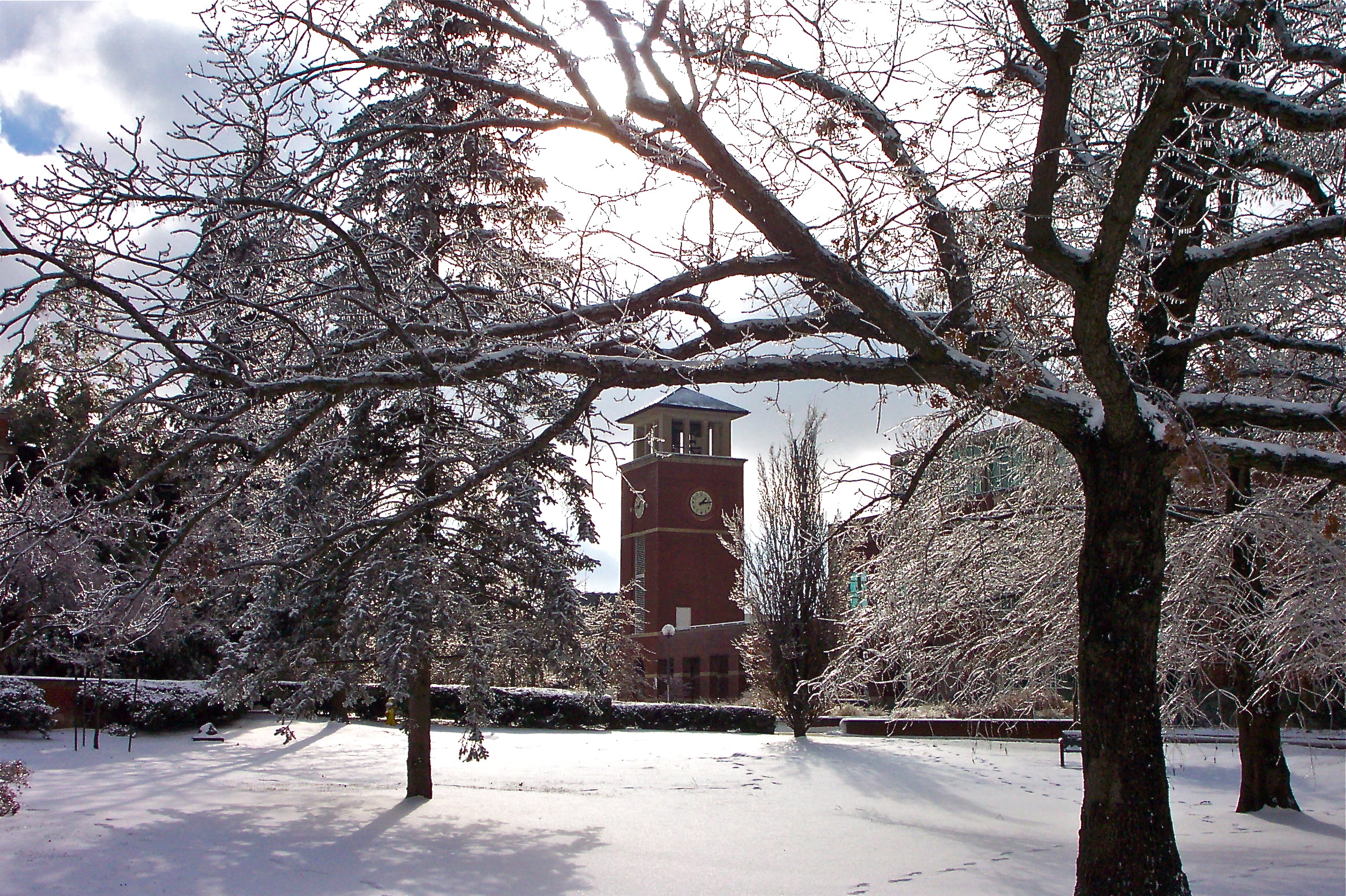
برج الجرس

جامعة ولاية ترومان [[إنج|Truman State University]] هي جامعة عامة للفنون والعلوم الليبرالية تقع في كيركفيل، ميسوري، الولايات المتحدة. وهي عضو في مجلس كليات الفنون الليبرالية العامة. كان لديها 6,379 طالبًا مسجلًا في خريف عام 2015م، مع 6,039 طالب جامعي و340 طالب دراسات عليا، حاصلين على شهادات في 50 برنامجًا جامعيًا، وثمانية برامج دراسات عليا.
سميت الجامعة باسم الرئيس الأمريكي هاري ترومان، الذي ولد في ولاية ميسوري. وذلك من عام 1972 حتى عام 1996م، كانت المدرسة تعرف باسم جامعة ولاية شمال شرق ولاية ميسوري، لكن مجلس الأمناء صوت لصالح تغيير اسم المدرسة لتعكس مهمتها على مستوى الولاية بشكل أفضل.

## أكاديميات
تبلغ نسبة الطلاب إلى المدرسين 16: 1، حيث يبلغ متوسط حجم الفصل 24 طالبا، ولكن بعض الفصول في التخصص قد تصل النسبة فيها إلى 4 إلى 10.

### القبول
يعتمد القبول في الجامعة على المراجعة الشاملة للسجل الأكاديمي للمرشح، مع إيلاء الاعتبار الأقوى لمن لديهم درجة قدرة مشتركة تبلغ 140 أو أعلى. تحتسب نتيجة القدرات في اختبار موحد على الصعيد الوطني (عادة اخنتبار آكت، على الرغم من أن سات معترف به أيضا). تعتمد قرارات القبول أيضًا على مقال الطلب الإلزامي واستئناف مقدم الطلب والمدرسة الثانوية لمقدم الطلب والسجل خارج المنهج الدراسي. وفقا لمراجعة برينستون، لدى ترومان تصنيف انتقائي قدره 88، وهو معدل قبول 68%، مع وجود المتقدمين في المتوسط 3.79 المعدل التراكمي في المدرسة الثانوية،  ومعدل الاستبقاء 88 ٪ بعد سنة طالبة.  يجب أن يكون لدى جميع المتقدمين 4 وحدات للغة الإنجليزية، و3 وحدات للرياضيات، و3 وحدات للعلم، و2 وحدات للغة الأجنبية، و2 وحدات للدراسات الاجتماعية، وواحد للاعتماد في الفنون الجميلة. متوسط المعدل التراكمي للطالب المقبول هو 3.25 على مقياس 4.0، مع 50% من جميع الطلاب المقبولين في أعلى 10% من فصلهم، ومتوسط مجموعة آكت هو 25-31.

### برنامج الدراسات الليبرالية
في 20 يوليو 1985 طلبت ولاية ميسوري جامعة ولاية ترومان بالعمل كجامعة الفنون والعلوم الحرة العامة الأولى في الولاية. من أجل تلبية هذا الالتزام لشعب ولاية ميسوري، أنشأت كلية ترومان والإدارة برنامج الدراسات الليبرالية، وهو منهج التعليم العام الجامعيين الكامل من أجل الحصول على درجة ترومان. يتكون برنامج الدراسات الليبرالية من ثلاثة مجالات متميزة:
- المهارات الأساسية النجاح في الدراسات الليبرالية، بما في ذلك دورات في الكتابة مثل التفكير النقدي والخطابة والوظائف الأولية والإحصاءات ومحو الأمية الحاسوبية والرفاه الشخصي.
- طرق الاستفسار التي يمكن للطلاب من خلالها التعامل مع المشكلات والقضايا في المجالات الأكاديمية الأخرى. تم فصل الأساليب الثمانية في طرق التحقيق إلى مجالين منفصلين نوعيًا وكميًا ، يمثل كل منها أربعة مجالات أكاديمية. يجب على الطلاب إكمال الدورات الدراسية في ثلاثة من المجالات الأكاديمية الأربعة في كل فئة: الفنون الجميلة، والأدب، والتاريخ، والفلسفة/الدين تستند إلى الأساليب النوعية في حين أن الرياضيات، وعلوم الحياة، والعلوم الفيزيائية والعلوم الاجتماعية تخضع للأنماط الكمية.
- وجهات نظر مترابطة تتيح للطلاب فهم المعرفة التي اكتسبوها وتقديرها بشكل أفضل. ويشمل ذلك أخذ سلسلة من الدورات المعززة للكتابة، ودورة دراسية متعددة التخصصات في السنة الإعدادية، على الأقل فصلين دراسيين من لغة أجنبية، والمشاركة في تجربة متعددة الثقافات (يمكن تحقيق ذلك من خلال أي واحدة من سلسلة من الدورات أو عن طريق الذهاب في أي رحلة الدراسة في الخارج).

### المدارس

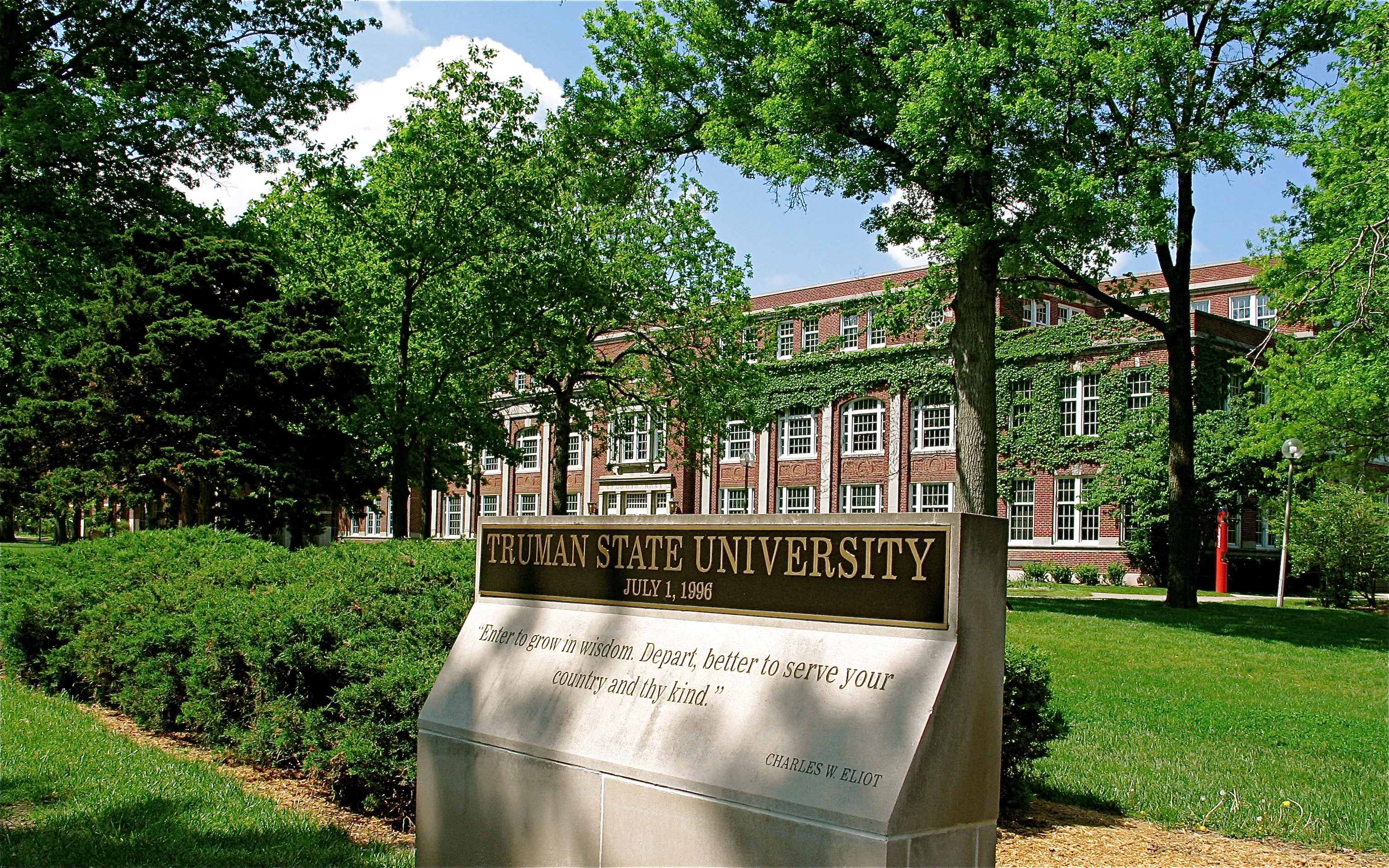
جامعة زلاية ترومان، المدخل عن قرب

مدرسة الفنون والآداب هي موطن أقسام الفنون واللغات الكلاسيكية والحديثة واللغويات واللغة الإنجليزية والموسيقى والمسرح. تشمل الدرجات العلمية المقدمة من المدرسة الفن وتاريخ الفن والكلاسيكيات والإنجليزية والفرنسية والألمانية واللغويات والموسيقى ولغات الرومانسية والروسية والإسبانية والمسرح والاتصالات المرئية. بالإضافة إلى 17 تخصصًا متميزًا للطلاب الجامعيين، تقدم المدرسة أيضًا 6 برامج للدراسات العليا، بما في ذلك الموسيقى والإنجليزية. 
تقدم كلية إدارة الأعمال درجات علمية في إدارة الأعمال، مع التركيز في المالية والإدارة والتسويق والأعمال الدولية. بالإضافة إلى ذلك، يتم تقديم درجة البكالوريوس والماجستير في المحاسبة، مع برنامج الدراسات العليا في المرتبة الثالثة في البلاد من حيث معدلات النجاح CPA. كلية إدارة الأعمال معتمدة أيضًا من أيه أيه سي إس بي. 
تقدم كلية العلوم الصحية والتعليم شهادات اضطرابات الاتصال (الدراسات العليا والجامعية)، والتمريض، العلوم الصحية، ممارسة العلوم والتعليم. يمكن للطلاب التركيز في التعليم الابتدائي والتعليم الخاص واللغة الإنجليزية وعلوم التمرين واللغة الأجنبية والموسيقى والرياضيات والعلوم والفنون البصرية. 
تقدم كلية العلوم والرياضيات درجات علمية في العلوم الزراعية والبيولوجيا والكيمياء والرياضيات وعلوم الكمبيوتر والفيزياء.  تقدم المدرسة أيضًا برنامج الدرجات الجامعية المتعدد التخصصات الوحيد في ميسوري في البيولوجيا الرياضية،  وتنسق برنامج مسارات ميزوري قبل ستيم  مع كلية مجتمع موبرلي، وكلية مجتمع ميتروبوليتان - كانساس سيتي، وكلية سانت تشارلز المجتمعية.
تقدم كلية الدراسات الاجتماعية والثقافية شهادات في الاتصالات والاقتصاد والتاريخ وأنظمة العدالة والعلوم العسكرية (الثانوية فقط) والفلسفة والدين والعلوم السياسية وعلم النفس والجغرافيا (الثانوية فقط) وعلم الاجتماع / الأنثروبولوجيا. 
الطلاب أيضًا أحرار في دراسة برنامج أساسي وبرنامج ثانوي، وتشمل الدراسات الأفريقية / الأفريقية الأمريكية، والدراسات الآسيوية، والدراسات الكلاسيكية، والعلوم المعرفية، ودراسات الإعاقة، والدراسات البيئية، والفولكلور، وعلوم الطب الشرعي، الدراسات الدولية، الدراسات الإيطالية، البيولوجيا الرياضية، دراسات القرون الوسطى ودراسات المرأة والجنس. 

## روابط خارجية
- الموقع الرسمي
- موقع ترومان للألعاب الرياضية